# Кудрино (Александровский район)
Кудрино — деревня в Александровском районе Владимирской области, входит в состав Андреевского сельского поселения.

## География
Деревня расположена в 8 км на юго-восток от центра поселения села Андреевское и в 25 км на юго-восток от Александрова. 

## История
В конце XIX — начале XX века деревня входила в состав Андреевской волости Александровского уезда. В 1859 году в деревне числилось 19 дворов, в 1905 году — 28 дворов, в 1926 году — 41 дворов.
С 1929 года деревня входила в состав Новоселка-Кудринского сельсовета Александровского района, с 1940 года — в составе Андреевского сельсовета, с 1948 года — в составе пригородной зоны города Александрова, с 1965 года — в составе Александровского района, с 2005 года — в составе Андреевского сельского поселения. 

## Население
| 1859 | 1905 | 1926 | 2002 | 2010 | 2021 |
| ---- | ---- | ---- | ---- | ---- | ---- |
| 140  | ↗214 | ↗235 | ↘11  | ↘1   | ↗6   |